# Martti Miettunen
Martti Juhani Miettunen, född 17 april 1907 i Simo, död 19 januari 2002 i Grankulla, var en finländsk politiker (centerpartist). Han var Finlands statsminister 1961–62 och 1975–77, och innehade därtill en rad övriga ministerposter från 1950-talet.

## Biografi
Miettunen tog 1932 examen som agrolog, och blev 1945 invald i riksdagen. År 1946 valdes han till partisekreterare i Agrarförbundet, ett uppdrag han innehade till 1950. Från 1950-talet innehade Miettunen en lång rad ministerposter i flera finländska regeringar: han var kommunikationsminister 1950–51 och 1954–56, jordbruksminister 1951–53, 1956–57, 1958 och 1968–70 samt finansminister 1957.
Politiskt var Miettunen känd som en av president Urho Kekkonens trognaste anhängare. Åren 1961–62 var han statsminister i en minoritetsregering helt dominerad av Agrarförbundet. 1975 återkom han på statsministerposten i den så kallade "nödlägesregeringen", en bred koalition han fått i uppdrag av Kekkonen att bilda sedan partierna haft stora svårigheter att enas om ett regeringsunderlag efter riksdagsvalet samma år. Då socialdemokraterna lämnade regeringen 1976 efter oenigheter kring jordbrukspolitiken fortsatte Miettunen som statsminister till 1977, nu i en centerledd minoritetsregering.
Utöver sina ministeruppdrag var Miettunen landshövding i Lapplands län 1958–73. Han erhöll statsråds titel 1977 och utgav 1983 sina memoarer, Näihän se oli.

## Utmärkelser
- Folkens vänskapsorden[3]
- Kommendör med stora korset av Nordstjärneorden[4]
- Finlands idrottskulturs förtjänstkors i guld[4]
- Storkorset av Finlands Vita Ros’ orden[4]
- Finlands Röda Kors’ förtjänstkors[5]

[Redigera Wikidata]